# 宏全國際集團
宏全國際集團（臺證所：9939），是一家創立於1969年，總部位於台灣台中市的跨國企業，提供瓶蓋、寶特瓶、標籤等各式飲料包材與充填代工的服務，是台灣規模最大的包裝材料製造商之一，也是大中華地區第三大的飲料包材公司，生產全台灣80%的保特瓶蓋，在台灣、中國大陸、泰國、印尼、越南、馬來西亞、緬甸、柬埔寨和莫三比克的多個城市都有設廠，員工超過四千五百人，服務客戶包含百事可樂、可口可樂、台灣菸酒公司、泰山企業、王老吉等，被稱為「飲料界的鴻海」。

## 沿革
宏全國際集團的創辦人戴清溪出生於1931年，早年在台東從事藥品販售，他在1962年於彰化以新台幣60萬的資本額成立台豐工業社，從事藥品包材和瓶蓋內墊的製造，結婚後擴大經營，在1969年成立宏全企業，並邀請妻舅和親友入股，參與公司經營，後來改為宏全國際，並將總部遷到台中工業區。宏全國際集團的名稱出自戴清溪的次子戴宏全，戴清溪的長子戴光廷在一歲時就過世，因此當次子在1964年出生時，戴清溪希望他能宏大、安全地成長，便以「宏全」為名，後來在公司更名時也以此為名。戴清溪在1996年退休，讓當時32歲的戴宏全繼承家業。
宏全在2001年掛牌上市，2013年，宏全在台中的新總部大樓竣工。同年，統一集團將訂單轉移到自家旗下的統一實業，造成原本佔宏全在中國整體業績50%的統一訂單，在兩年後僅剩3%，因此宏全積極開發新的客戶，例如康師傅、瓶裝水品牌怡寶以及飲料品牌東鵬，到2018年，怡寶和東鵬已成為宏全在中國大陸的第二大和第三大客戶。自2012年開始，截至2018年為止，宏全國際集團的年度總營收都超過新台幣150億元。
2019年10月，宏全國際集團因為長期短報原物料，涉未正常開啟空污設備、短繳空污防治費，不法得利共新台幣7729萬8948元，而令戴宏全等19人遭到台中地檢署以違反《空氣污染防制法》和詐欺罪起訴，宏全集團也遭到重罰，需繳交新台幣2020萬元的罰鍰，並追繳新台幣1.2億的空汙費。

## 據點分布
| 台灣     | 集團總部（台中）、台中二廠、台中無菌飲料一廠、台中無菌飲料二廠、台中無菌飲料三廠、統一瑞芳廠、可口可樂桃園廠、光泉嘉義廠                                                                               |
| 中國大陸 | 蘇州宏全廠（中國大陸總部）、蘇州宏星廠、山西太原廠、湖南長沙廠、山東濟南廠、廣東清新廠、福建漳州廠、河南漯河廠、可口可樂西安廠、昆明百事廠、鄭州塑蓋廠、安徽滁州廠、湖北仙桃廠、安徽六安廠、河南安陽廠 |
| 泰國     | 泰國總廠、泰國宏福廠、泰國佛統Uni-President廠、泰國佛統Foodstar廠、泰國Tensai廠 |
| 印尼     | 印尼廠、印尼ABC廠、印尼Futami廠、印尼泗水廠、印尼美娜多廠、印尼SOSRO廠 |
| 越南     | 越南廠、越南Masan南部廠、越南Masan北部廠 |
| 馬來西亞 | 馬來西亞廠、馬來西亞Cocoaland廠 |
| 緬甸     | 緬甸廠、緬甸KH廠、緬甸LoiHein廠 |
| 柬埔寨   | 柬埔寨宏莉廠 |
| 非洲     | 莫三比克宏鑫廠、莫三比克Shimada廠、阿爾及利亞SPA廠 |

## 外部連結
- 宏全國際集團